# 李修卿
李修卿，字大建。福建福清县人，清朝政治人物、進士出身。
雍正十一年（1733年）癸丑科進士，二甲第八十四名，选翰林院庶吉士，改高安县知县。后參修《福清縣志》。